# Serra del Verd

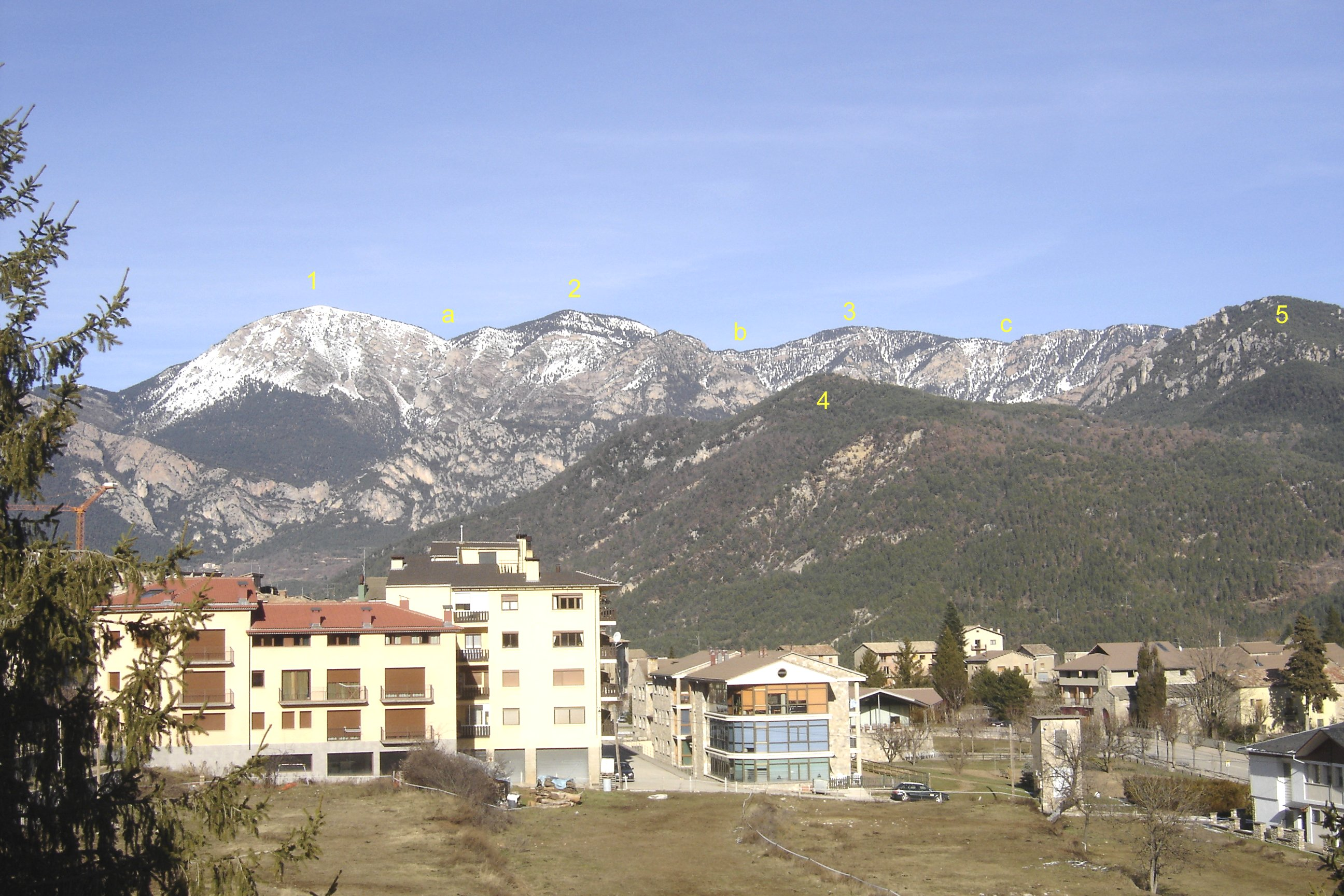
La Serra del Verd des de Sant Llorenç de Morunys

La serra del Verd és una serra del Prepirineu al sud-oest de Gósol. En concret, està situada a cavall de les comarques del Solsonès (tot el vessant sud), l'Alt Urgell (la part occidental del vessant nord) i el Berguedà (la part oriental del vessant nord). L'orientació predominant de la seva carena principal és d'W-E. Per la banda oriental la seva carena principal s'inicia al coll de la Moixa, punt on conflueixen la serra del Verd i el seu contrafort oriental el serrat de la Sella i es perllonga al llarg de poc més de 6 km fins al coll de Pradell si bé des del Cap d'Urdet en surt una perllongació cap al NE coneguda amb el nom de la Serra de les Comes.
El conjunt paisatgístic d'aquest Espai natural protegit (ENP) té un elevat interès de conservació, ja que presenta relleus suaus de formes exocàrstiques, com ara les dolines que apareixen al prat Navidal. Es tracta d'un Espai que resulta de gran importància, en el sentit que engloba la distribució meridional d'alguns hàbitats, com les pinedes de pi negre, així com algunes espècies subalpines d'interès, com el gall fer.
És un espai protegit perquè la Serra del Verd engloba una mostra significativa de la vegetació que caracteritza el Prepirineu oriental meridional. Els prats i rasos de les parts més altes són de gran interès, perquè formen part del límit meridional de la distribució de diverses espècies. El principal motiu és conservar diverses espècies de fauna vertebrada de requeriments subalpins i montans, que es troben al límit de la seva àrea de distribució (gall fer, marta, etc.).
En formen part diversos municipis. El vessant sud pertany íntegrament al municipi de la Coma i la Pedra (606,34 h). La banda occidental del vessant nord (del Coll de la Moixa fins al Cap del Verd pertany al municipi de Josa i Tuixén (408). La resta del vessant nord (del Cap del Verd al Cap d'Urdet pertany al municipi de Gósol (1.518,9 h). Una part pertany a Guixers (507).

## Medi físic
La Serra del Verd és una prolongació cap al sud de la serra del Cadí i presenta moltes característiques de la serra d'Ensija. És de naturalesa calcària, com la resta del gran massís del qual forma part. Té forma de cresta axial i com a punt més elevat s'hi troba el cap del Verd, amb 2.289 m d'altitud, que separa ambdós vessants de la Serra. El bioclima present en aquesta àrea és el de tipus xerotèric i axerotèric submediterrani.

## Fauna i flora

### Biodiversitat
La funció principal dels espais naturals protegits de Catalunya és conservar mostres representatives de la fauna, la flora i els hàbitats propis del territori, de manera que es puguin desenvolupar els processos ecològics que donen lloc a la biodiversitat (l'àmplia varietat d'ecosistemes i éssers vius: animals, plantes, els seus hàbitats i els seus gens).
L'Espai Natural de la Serra del Verd reflecteix la vegetació típica del Prepirineu oriental meridional. Els prats i rasos de les parts més altes conformen el límit meridional de la distribució de diverses espècies. Hi figuren exemplars de fauna vertebrada de requeriments subalpins i montans, que es troben al límit de la seva àrea de distribució com, per exemple, el gall fer (Tetrao urogallus) o la marta (Martes martes), entre d'altres.

### Flora
La Serra presenta diversos ambients que van clarament en funció del factor altitudinal i que van des de l'estatge altimontà, dominat per la massa forestal, fins als rasos de les parts més altes. Els ambients que estan més ben representats són els submediterranis i eurosiberians, juntament amb els boreoalpins. A les parts més assolellades hi dominen les rouredes i pinedes de pi roig (vegetació submediterrània), mentre que a les obagues acullen l'estatge subalpí, amb pinedes de pi negre amb seslèria (Pulsatillo- Pinetum uncinatae). Els rasos i plans culminals (Festucion guatieri), constitueixen l'estatge alpí i tenen l'interès d'albergar els límits més meridionals per a aquestes espècies. També hi trobem prats i fàcies emmatades-medieuropeus sobre calcari (Festuco-Brometea).
Pel que fa a les espècies espècies florístiques, val la pena assenyalar la presència d'algunes singulars, com ara Orchis pallens. Hi ha Cypripedium calceolus i Dracocephalum austriacum.

### Fauna
Pel que fa a la seva fauna, la Serra del Verd presenta algunes de les comunitats de vertebrats pròpies dels ambients forestals subalpins, com ara la marta (Martes martes), el gall fer (Tetrao urogallus), el picot negre (Dryocopus martius) i, fins i tot, el mussol pirinenc (Aegolius funereus). L'Espai també és de gran importància com a lloc de pas per alguns ungulats que realitzen grans desplaçaments, com ara l'isard (Rupicapra pyrenaica) i el senglar (Sus scrofa), ja que constitueix un nexe d'unió entre la serra del Cadí- massís del Pedraforca, el conjunt Port del Compte-serra de Queralt i els Rasos de Peguera.
Pel que fa als grans rapinyaires, cal remarcar la presència a l'Espai del trencalòs (Gypaetus barbatus). La fauna invertebrada compta també amb alguns elements d'especial interès, com ara els lepidòpters Graellsia isabellae i Eriogaster catax.
Pel que fa a la fauna, les espècies presents són: Barbastella barbastellus, Callimorpha quadripunctaria, Chondrostoma miegii, Eriogaster catax, Galemys pyrenaicus, Graellsia isabellae, Lutra lutra, Myotis bechsteini, Rhinolophus euryale, Rhinolophus ferrumequinum, Rhinolophus hipposideros, Rosalia alpina. En el cas dels ocells, hi ha Pernis apivorus, Milvus migrans, Milvus milvus, Gypaetus barbatus, Neophron percnopterus, Gyps fulvus, Circaetus gallicus, Circus cyaneus, Aquila chrysaetos, Falco peregrinus, Tetrao urogallus, Bubo bubo, Aegolius funereus, Caprimulgus europaeus, Alcedo atthis, Dryocopus martius, Lullula arborea, Anthus campestris, Sylvia undata, Lanius collurio, Pyrrhocorax pyrrhocorax, Emberiza hortulana, Perdix perdix hispaniensis.

## Vulnerabilitat
La Serra del Verd pateix sobrefreqüentació derivada del turisme, especialment a la tardor amb la collita de bolets. Les conseqüències són la degradació del sòl i, principalment, l'abocament de deixalles. Com a altres impactes, podem esmentar l'obertura de pistes forestals i l'escàs manteniment de les pistes.
Localment, l'Espai té àrees amb risc geològic alt, amb moviments de vessant, o esllavissades, de notable magnitud. També cal remarcar la vulnerabilitat de les comunitats i espècies vegetals i animals de caràcter alpí als nivells culminals, situats al límit de la seva àrea de distribució.

## Aspectes socioeconòmics
A la Serra del Verd s'hi practiquen aprofitaments silvícoles de la massa forestal, així com usos ramaders. D'altra banda, també hi ha activitats cinegètiques i de turisme, per mitjà de pistes d'esquí de muntanya. També cal destacar la presència d'algunes instal·lacions disperses de caràcter rural. El 37,91% de la superfície és Reserva Nacional de Caça. El 60,45% de la superfície figura en el Catàleg de forests d'utilitat pública (CUP) o té algun tipus de conveni amb ajuntaments o particulars.
Pel que fa als usos del sòl, hi ha boscos (75,98%), Vegetació arbustiva i herbàcia (14,45%), Roques, tarteres, glaceres, coves (8,56%), Terres agrícoles i àrees antròpiques (0,61%) i Àrees talades o cremades (0,40%).

## Perfil de la carena

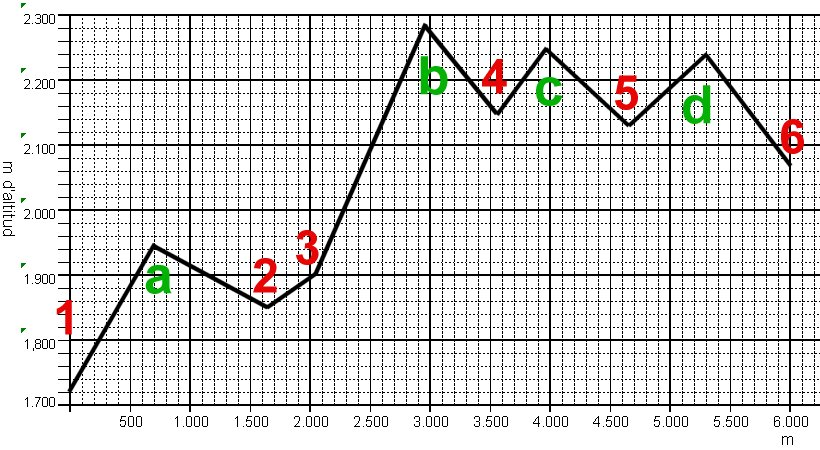
El perfil de la carena de la serra del Verd

1 → Coll de la Moixa (1.717 m. d'altitud)
a → Roca d'en Carbassa (1.947,3 m. d'altitud)
2 → Coll Virolet (1.854,3 m. d'altitud)
3 → Coll Veís (1.906,5 m. d'altitud)
b → Cap del Verd (2.283,8 m. d'altitud)
4 → Coll dels Belitres (2.151,9 m. d'altitud)
c → Cap de Prat d'Aubes (2.252,0 m. d'altitud)
5 → Tres Collets (2.134,0 m. d'altitud)
d → Cap d'Urdet (2.240,2 m. d'altitud)
6 → Coll de Pradell (2.073,9 m. d'altitud)

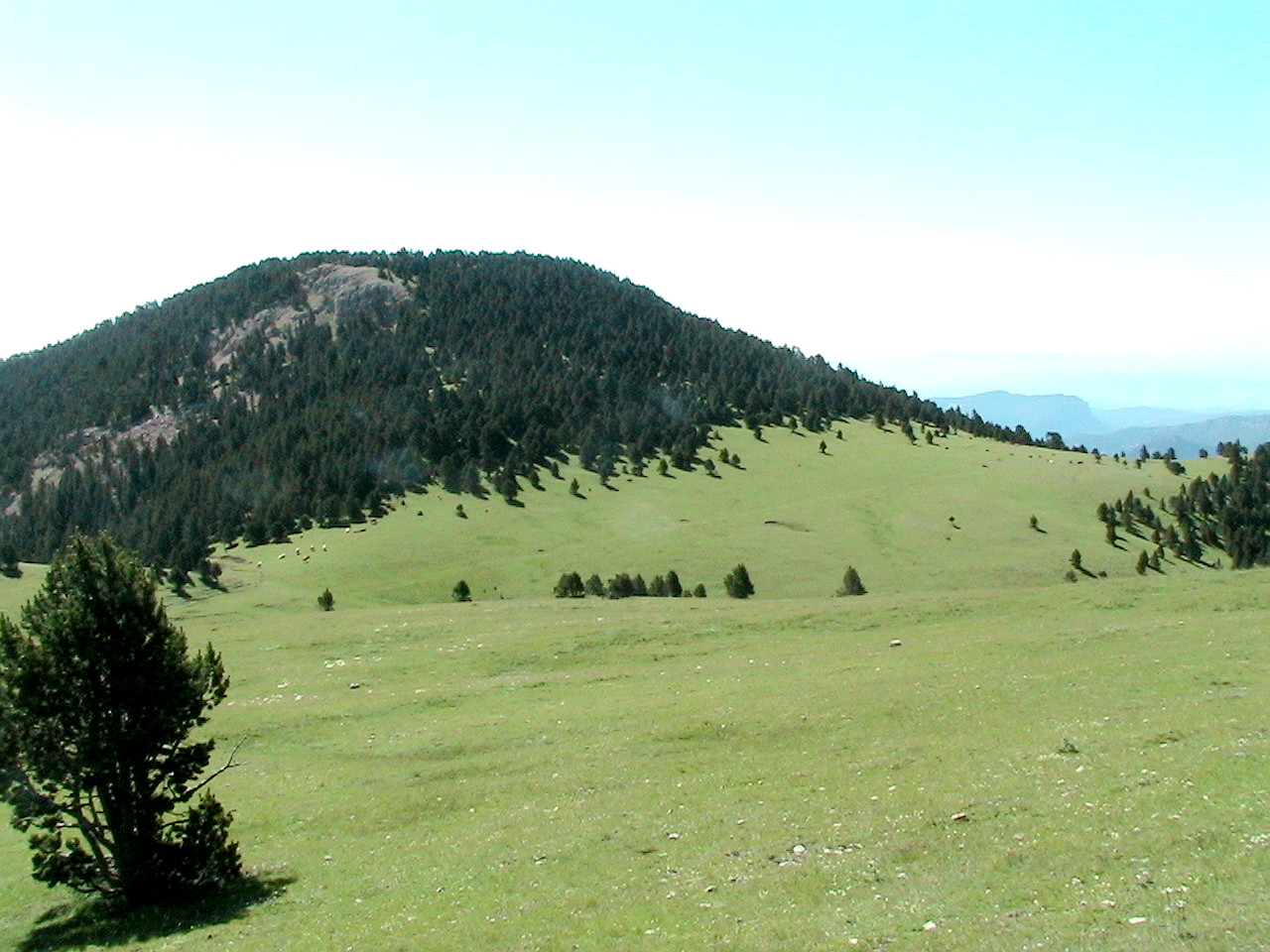
Coll dels Belitres

El Coll dels Belitres és una collada de la serra del Verd situada a 2.151,9 m. d'altitud entre el Cap del Verd i el Cap de Prat d'Aubes. Hi ha un corriol que comunica la vall del torrent de la Borda (municipi de la Coma i la Pedra) i la vall del torrent Fosc (municipi de Gósol). És, per tant, punt fronterer entre aquests dos termes municipals i les comarques respectives.